# 普蘭克

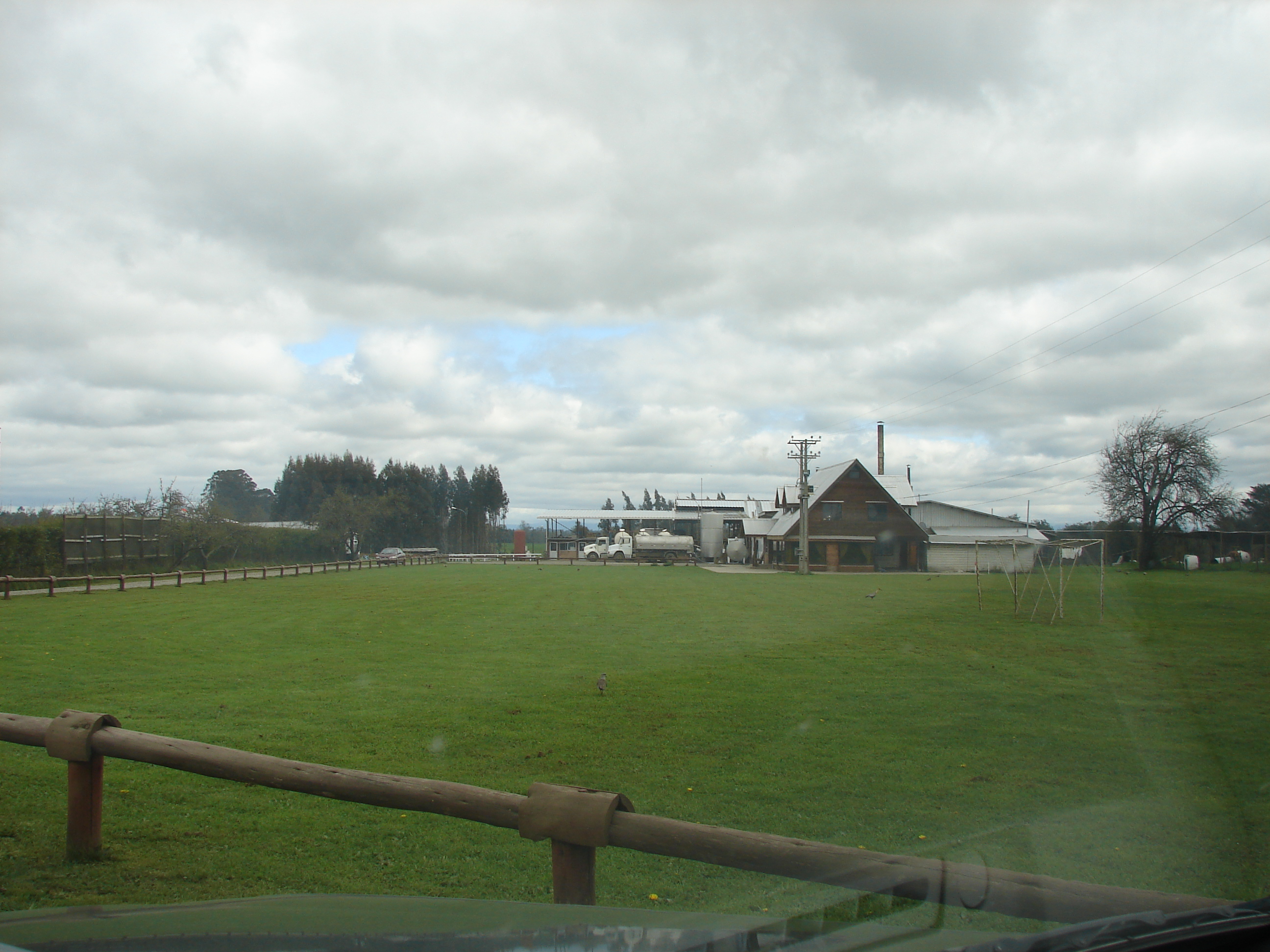

普蘭克是智利的城鎮，位於該國中南部，由湖大區的奧索爾諾省負責管轄，始建於1911年4月18日，面積1,458平方公里，2002年人口20,705，人口密度每平方公里14.2人。

## 外部連結
- Municipality of Purranque (Official city webpage) （页面存档备份，存于） （西班牙文）
- Diario Austral de Osorno (newspaper of the area) （西班牙文）
- Tourist information about the city （西班牙文）
- Google Maps of Osorno